# Callianthe laxa
Callianthe laxa är en malvaväxtart som först beskrevs av Henry Hurd Rusby, och fick sitt nu gällande namn av Donnell. Callianthe laxa ingår i släktet Callianthe och familjen malvaväxter. Inga underarter finns listade i Catalogue of Life.